# Treatise on Invertebrate Paleontology
Le Treatise on Invertebrate Paleontology (en anglais, littéralement, Traité de paléontologie des invertébrés), parfois abrégé avec le sigle TIP, est un ouvrage publié par la Société américaine de géologie et l'université du Kansas, et réalisé en cinquante volumes par plus de 300 paléontologues.
L'ouvrage recense l'ensemble des embranchements, classes, ordres, familles et genres d'animaux invertébrés, vivants comme disparus. Les invertébrés y sont décrits à partir de leur taxonomie, leur morphologie, leur paléoécologie, leur stratigraphie et leur distribution paléogéographique.
Cet ouvrage est toujours en cours d'écriture. De nouveaux volumes sont progressivement ajoutés, et les volumes déjà parus sont parfois révisés.

## Parties
- (en) Treatise on Invertebrate Paleontology, Part A: Introduction (sous la direction de Richard A. Robison et de Curt Teichert).
- (en) Treatise on Invertebrate Paleontology, Part B: Protista 1.
- (en) Treatise on Invertebrate Paleontology, Part C: Protista 2 (Alfred R. Loeblich et Helen Tappan).
- (en) Treatise on Invertebrate Paleontology, Part D: Protista 3 (Raymond C. Moore).
- (en) Treatise on Invertebrate Paleontology, Part E: Porifera (Revised).
  - vol. 1: Archaeocyatha (Dorothy Hill et Curt Teichert).
  - vol. 2: Introduction to the Porifera (J. Keith Rigby et Roger L. Kaesler).
  - vol. 3: Porifera, Porifea Demosopongea, Hexactinellida
- (en) Treatise on Invertebrate Paleontology, Part F: Coelenterata (sous la direction de Curt Teichert).
  - Supplement 1 : Rugosa and Tabulata (Dorothy Hill).
- (en) Treatise on Invertebrate Paleontology: Part G : Bryozoa (sous la direction de Richard A. Robison).
- (en) Treatise on Invertebrate Paleontology, Part H: Brachiopoda (Revised).
  - vol. 5 (sous la direction de Roger L. Koesler).
  - vol. 6 (sous la direction de Paul A. Selden).
- (en) Treatise on Invertebrate Paleontology, Part I: Mollusca 1.
- (en) Treatise on Invertebrate Paleontology, Part J: Mollusca 2.
- (en) Treatise on Invertebrate Paleontology, Part K: Mollusca 3.
- (en) Treatise on Invertebrate Paleontology, Part L: Mollusca 4, Cephalopoda : Ammonoidea.

  - vol. 4: Cretaceous Ammonoidea.
- (en) Treatise on Invertebrate Paleontology, Part O: Arthropoda 1, Trilobita (sous la direction de Raymond C. Moore).
- (en) Treatise on Invertebrate Paleontology, Part P: Arthropoda 2 (sous la direction de Raymond C. Moore).
- (en) Treatise on Invertebrate Paleontology, Part Q: Arthropoda 3.
- (en) Treatise on Invertebrate Paleontology, Part R: Arthropoda 4.
  - vol. 3 & 4 (sous la direction de R.L. Kaesler).
- (en) Treatise on Invertebrate Paleontology: Part S: Echinodermata 1.
- (en) Treatise on Invertebrate Paleontology: Part T: Echinodermata 2 (sous la direction de Raymond C. Moore et Curt Teichert).
- (en) Treatise on Invertebrate Paleontology: Part U: Echinodermata 3.
- (en) Treatise on Invertebrate Paleontology, Part V: Graptolithina : With Sections on Enteropneusta and Pterobranchia (O.M.B. Bulman (Auteur), sous la direction de Raymond C. Moore).
- (en) Treatise on invertebrate paleontology, Part W: Miscellanea : Conodonts Conoidal Shells of Uncertain Affinities, Worms, Trace Fossils, and Problema (sous la direction de Raymond C. Moore).
  - Supplement 1 : Trace Fossils and Problematica (Walter Hantzschel (Auteur), sous la direction de Curt Teichert).
  - Supplement 2 : Conodonta (Clark D.L., Sweet W.C., Bergström S.M., sous la direction de Richard A. Robison, 1981,  (ISBN 0813730287).